# Домьер
Домье́р (фр. Dommiers) — коммуна во Франции, находится в регионе Пикардия. Департамент коммуны — Эна. Входит в состав кантона Вик-сюр-Эн. Округ коммуны — Суассон. 
Код INSEE коммуны — 02267.

## Население
Население коммуны на 2010 год составляло 287 человек.
| 1962 | 1968 | 1975 | 1982 | 1990 | 1999 | 2010 |
| ---- | ---- | ---- | ---- | ---- | ---- | ---- |
| 284  | 260  | 258  | 221  | 252  | 279  | 287  |

## Экономика
В 2010 году среди 186 человек трудоспособного возраста (15—64 лет) 139 были экономически активными, 47 — неактивными (показатель активности — 74,7 %, в 1999 году было 69,7 %). Из 139 активных жителей работали 124 человека (71 мужчина и 53 женщины), безработных было 15 (9 мужчин и 6 женщин). Среди 47 неактивных 15 человек были учениками или студентами, 10 — пенсионерами, 22 были неактивными по другим причинам.